# Catherine Bensaïd
Pour les articles homonymes, voir Bensaïd.
Catherine Bensaïd (née le 29 octobre 1950) est une psychiatre et psychothérapeute française. 

## Biographie
Elle est l'autrice de Aime-toi, la vie t'aimera (1994), T'aimer - De l'amour qui souffre à l'amour qui s'offre et La musique des anges.